# Гризельда
«Гризельда» (англ. Griselda) — американський біографічний кримінальний драматичний мінісеріал від режисера Андреса Баїса та продюсерів Еріка Ньюмана та Софії Вергари. Авторами сценарію виступили Даґ Міро та Інгрід Ескахеда. Софія Вергара виконала роль Гризельди Бланко, скандально відомої колумбійської наркобаронеси. Прем'єра мінісеріалу на Netflix відбулася 25 січня 2024 року.

## Акторський склад

### Головні ролі
- Софія Вергара — Гризельда Бланко, відома колумбійська кримінальна особистість, що займалась торгівлею наркотиками в Маямі у 1980-х роках, також відома як «хрещена мати кокаїну».
- Альберто Ґерра — Даріо Сепульведа, третій чоловік Гризельди.
- Мартін Родріґес — Хорхе «Ріві» Аяла-Рівера, головний кілер Гризельди.
- Хуліана Айден Мартінес — Джун Гокінс.
- Ванесса Ферліто — Кармен.
- Крістіан Таппан — Артуро Меса.

### Другорядні ролі
- Альберто Амманн — Альберто Браво, другий чоловік Гризельди, який познайомив її з кокаїновим бізнесом.
- Karol G — Карла, подруга та довірена особа Гризельди, секс-працівниця з Медельїну, яка допомагає їй перевозити контрабанду до США.
- Жульєт Рестрепо — Марта Очоа. Сестра братів Очоа, які є високопоставленими членами Медельїнського картелю.
- Максиміліано Ернандес — Папо Мехія, суперник Грізельди, колумбійський контрабандист.
- Пауліна Давіла — Кармен Гутьєррес.

## Український Дубляж
- Студія: Постмодерн
- Режисер дубляжу: Світлана Шекера
- Звукооператор: Софія Багмут
- Перекладач: Олена Бабенко
- Спеціаліст з адаптації: Олена Бабенко
- Спеціаліст з адаптації: Анна Альзоба
- Спеціаліст зі зведення звуку: Дмитро Клубань
- Менеджер проекту: Олександра Небогатикова

Ролі дублювали:
- Ґрізельда — Олена Узлюк
- Джун — Світлана Шекера
- Кармен — Антоніна Якушева
- Амількар, Джон Робертс — Андрій Самінін
- Діас — Олександр Погребняк
- Рафа — Володимир Кокотунов
- Папо — Дмитро Вікулов
- Джонні, Ал — Андрій Твердак
- Ріві — Сергій Гутько
- Біллі Дженсен — Михайло Войчук
- Едді, Паломбо — Петро Сова
- Капітан — Юрій Гребельник

Додатковий акторський склад: Алекс Степаненко, Роман Молодій, Роман Солошенко, Еліна Сукач, Юрій Сосков, В'ячеслав Дудко, Віталій Ізмалков, Едуард Кіхтенко, Аліна Проценко, Ілона Бойко, Анастасія Назарова,

## Виробництво
3 листопада 2021 року стало відомо, що Netflix розробляє новий кримінальний драматичний мінісеріал, заснований на біографії Гризельди Бланко. Продюсерами мінісеріалу виступили Ерік Ньюман, Софія Вергара та Луїс Балагер. Режисером усіх епізодів став уродженець Колумбії Андрес Баїз. Даґ Міро, Андрес Баїз і Карло Бернард, які раніше працювали над телесеріалом «Нарко», стали виконавчими продюсерами, а Інгрід Ескахеда та Даґ Міро — шоуранерами. 19 січня 2022 року Netflix опублікував першу фотографію Софії Вергари в ролі Гризельди Бланко, а також показав 12 нових акторів, включаючи Ванессу Ферліто та Хуліану Айден Мартінес.
Зйомки мінісеріалу почалися 17 січня 2022 року в Лос-Анджелесі.

## Список серій
| № серії | Назва серії                                      | Режисер(и)  | Сценарист(и)                                          | Оригінальна дата виходу |
| --- | ------------------------------------------------ | ----------- | ----------------------------------------------------- | ----------------------- |
| 1 | «Пані приїжджає до міста» «Lady Comes to Town»   | Андрес Баїс | Даґ Міро, Ерік Ньюман, Карло Бернар і Інгрід Ескахеда | 25 січня 2024           |
| Гризельда з синами тікає до Маямі, щоб почати життя з чистого аркушу. Користуючись моментом, вона починає власну справу завдяки прихованим заощадженням.    |                                                  |             |                                                       |                         |
| 2 | «Багаті білі люди» «Rich White People»           | Андрес Баїс | Бренна Куф, Кессі Паппас і Даґ Міро                   | 25 січня 2024           |
| Гризельда запрошує переїхати своїх давніх друзів із Медельїна, але вороги теж чатують. Гризельда наважується на сміливий план освоєння нового ринку.        |                                                  |             |                                                       |                         |
| 3 | «Заколот» «Mutiny»                               | Андрес Баїс | Даґ Міро і Турі Меєр, Альфредо Септьєн                | 25 січня 2024           |
| Гризельда отримує цікаву пропозицію від великого постачальника і намагається завоювати довіру місцевих дилерів та прихильність конкурента.                  |                                                  |             |                                                       |                         |
| 4 | «Менеджерка середньої ланки» «Middle Management» | Андрес Баїс | Даґ Міро, Джина Лусіта Монреаль                       | 25 січня 2024           |
| Гризельда готується виступити проти Очо, переховуючись в безпечному місці. Джун приєднується до елітної групи, яка спеціалізується на ловлі наркоторговців. |                                                  |             |                                                       |                         |
| 5 | «Загублений рай» «Paradise Lost»                 | Андрес Баїс | Даґ Міро, Інгрід Ескахеда, Джованна Саркіс            | 25 січня 2024           |
| В Гризельди з'являються підозри, що хтось з її людей зрадник. Джун і ЦЕНТАК не здають позиції. Розкішна кокаїнова вечірка перетворюється на хаос.           |                                                  |             |                                                       |                         |
| 6 | «Прощавай, Маямі» «Adios, Miami»                 | Андрес Баїс | Даґ Міро, Інгрід Ескахеда                             | 25 січня 2024           |
| Гризельда відчуває тиск і покидає Маямі. Її заганяють в глухий кут, способів вийти із ситуації майже не лишилося.                                           |                                                  |             |                                                       |                         |

## Випуск
Серіал вийшов на Netflix 25 січня 2024 року.
17 січня 2024 року члени родини Гризельди Бланко подали до суду за несанкціоноване використання образів і закликали суддю заборонити випуск серіалу.

## Сприйняття
На сайті агрегаторі рецензій Rotten Tomatoes, 88 % з 24 рецензій критиків є позивними з середнім рейтингом 6.9/10.